# شویساو
شویساو (به آلمانی: Schwiesau) یک منطقهٔ مسکونی در آلمان است که در کلوتزه واقع شده‌است. شویساو ۳۶۹ نفر جمعیت دارد.